# Киево-Печерская гимназия

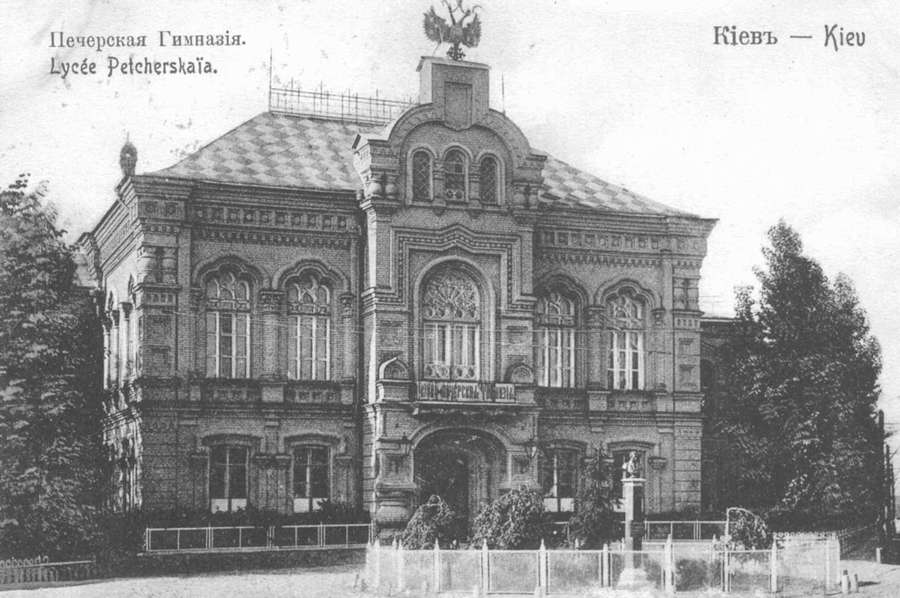
Гимназия в начале XX века

Киево-Печерская гимназия, Киевская 5-я гимназия — казённая мужская гимназия, основанная в Киеве в 1884 году.
Впервые вопрос об открытии пятой мужской гимназии обсуждался в Киевской городской думе в 1882 году. Тогда городской голова Г. И. Эйсман предложил попечителю Киевского учебного округа С. П. Голубцову открыть прогимназию на Новом Строении или на Печерске, как местах отдаленных от учебных заведений центральной части города. На помощь городскому самоуправлению явился известный благотворитель Никола Артемьевич Терещенко, выразивший готовность пожертвовать 100 тысяч рублей с тем условием, чтобы на них была открыта полная восьмиклассная гимназия. При выборе наиболее подходящего участка и местные жители, и сам Н. А. Терещенко высказались за устройство гимназии на Печерске, причем последний и предложил наименование Киево-Печерская.
Высочайшим повелением от 21 февраля 1884 года гимназия была учреждена. Приготовительный, 1-й и 2-й классы были открыты с 1885/86 учебного года. В этом году гимназия нанимала для занятий 11-комнатный дом Захария Рыбинского на Никольской улице, а в 1886 году переехала в собственное здание на углу Никольской и Суворовской, спроектированное инженер-полковником Н. И. Чекмаревым с элементами русского стиля. В 1889 году почетным попечителем гимназии был утвержден М. Ф. Меринг, а в 1892 году состоялся первый выпуск окончивших курс в Киево-Печерской гимназии.
Первый директор гимназии В. И. Петр был энтузиастом ученических экскурсий. Сперва это были однодневные прогулки по Днепру, а в 1892 году выпускной класс совершил трехнедельную поездку в Крым. С этого момента Петр ежегодно проводил для выпускников летние образовательные экскурсии в различные местности Российской империи: в 1894 году — на Кавказ, в 1895 году — в Финляндию, в 1896 году — на Всероссийскую выставку в Нижний Новгород, а затем вниз по Волге, в 1897 году — на Урал, в 1898 году — на Кавказ и в Крым. Наконец, в 1900 году было совершено «грандиозное путешествие» с 97 учениками на Всемирную выставку в Париж, причем по дороге гимназисты посетили Берлин, Дрезден, Кёльн, Швейцарию, Прагу, Вену, Будапешт и другие города. В 1901 году воспитанники гимназии побывали в Санкт-Петербурге, Финляндии, Швеции, Дании и Германии, а в 1902 году — вновь в Крыму и на Кавказе. Подробности этих путешествий описывались в отдельных брошюрах и были составлены, главным образом, учениками-экскурсантами.
26 мая 1899 года гимназия праздновала столетие со дня рождения Александра Сергеевича Пушкина, центральным моментом этого торжества стало открытие перед зданием гимназии памятника А. С. Пушкину, установленного по инициативе её преподавателей и воспитанников. Вся программа празднования состояла из двух отделений: перед памятником и в актовом зале гимназии.
В 1916—1917 учебном году в гимназии было 8 основных и один приготовительный класс; число учеников составляло 386 человек, плата за учение — 60 рублей в год.
С 1944 года здание гимназии стало одним из корпусов Киевского автомобильно-дорожного института, для нужд которого оно было капитально перестроено (современный адрес — Улица Михаила Омельяновича-Павленко, 1).

## Директора
- 16.02.1889 — 01.09.1904 — Вячеслав Иванович Петр
- 31.10.1904 — 22.04.1905 — Иван Яковлевич Самойлович
- 22.04.1905 — хх.хх.1913 — Константин Трофимович Карпинский
- 01.08.1913 — хх.хх.1917 — Андрей Дмитриевич Брюхатов